# Versilia (fleuve)
La Versilia  est un petit fleuve  de la Toscane, long de 24 km, de la région historique de la Versilia des territoires de la province de Lucques (par Seravezza et Pietrasanta) et de la province de Massa et Carrare.

## Géographie
Elle naît dans la Province de Lucques près du centre de Cardoso (torrente di Cardoso) de l'union de divers torrents qui descendent de monte Pania della Croce (1 858 m) des Alpes apuanes.
Son débit est irrégulier et a atteint 571 m3/s pendant les inondations de 1996 à Versilia.

## Sources
- (it) Cet article est partiellement ou en totalité issu de l’article de Wikipédia en italien intitulé « Versilia (fiume) » (voir la liste des auteurs).